# ハリス汎関数
密度汎関数理論 (DFT) において、ハリス汎関数（ハリスはんかんすう、英: Harris functional）とは、コーン–シャム密度汎関数理論の非自己無撞着な近似手法である。ハリス汎関数は複合系の全エネルギーを、孤立した部分系の電子密度の関数として与える。電子密度が収束した状態から変動したとき、コーン-シャム法と比較して、ハリス汎関数により与えられるエネルギーの変動はずっと小さい。
厳密な電子密度{\displaystyle \rho _{0}({\vec {r}})}とは異なる、近似的な電子密度{\displaystyle \rho ({\vec {r}})}が得られていると仮定する。交換相関ポテンシャル{\displaystyle v_{\mathrm {xc} }({\vec {r}})}およびハートリーポテンシャル{\displaystyle v_{\mathrm {H} }({\vec {r}})}を近似的な電子密度{\displaystyle \rho ({\vec {r}})}に基づき構築する。これらのポテンシャルによりコーン-シャム方程式を解くことができ、その固有値が得られる。この固有値の和はしばしばバンドエネルギー{\displaystyle E_{\text{band}}}と呼ばれる。ここで{\displaystyle i}は占有コーン-シャム軌道を表す添字である。
{\displaystyle E_{\text{band}}=\sum _{i}\epsilon _{i},}
ハリスエネルギー汎関数は次式で表される。
{\displaystyle E_{\text{Harris}}=\sum _{i}\epsilon _{i}-\int dr^{3}v_{\mathrm {xc} }({\vec {r}})\rho ({\vec {r}})-{\frac {1}{2}}\int dr^{3}v_{\mathrm {H} }({\vec {r}})\rho ({\vec {r}})+E_{\mathrm {xc} }[\rho ]}
ハリスエネルギー{\displaystyle E_{\text{Harris}}}と厳密な全エネルギーの差は近似的な電子密度の誤差の2乗{\displaystyle O((\rho -\rho _{0})^{2})}にスケールすることが、ハリスにより発見された。それゆえ、多くの系において、ハリス汎関数は十分に正確な値を与えうる。電子密度が変化するような自己無撞着な方法にも適用可能ではあるが、元々はこのようなエネルギーの評価を与えるために考案された。
DFTB+やFireball、Hotbitといった多くの密度汎関数強束縛法(DFTB)はハリス汎関数に基づいている。これらの手法では、多くの場合、自己無撞着なコーン-シャムDFT計算を行わず、ハリスエネルギー汎関数を用いて全エネルギーを見積もる。自己無撞着にコーン-シャム方程式を解く従来のDFTコードと比較して、これらのコードはずっと高速であることが多い。
他にも、ハリス汎関数の考え方を取り入れた手法として、希ガス原子やアルカリ原子を取り扱うためのGordon-Kimポテンシャル関数や、分極効果を取り入れたPGKRD (Pseudized Gordon-Kim Response Density) 法が挙げられる。
コーン–シャム法のエネルギーは変分的（基底状態エネルギーよりは決して低い値を取らない）であるのに対して、ハリス汎関数によるエネルギーはanti-varitational（反変分法的: 基底状態エネルギーよりは決して高い値を取らない）であると元々信じられていたが、これは誤りであるという結論が出ている。